# Liste der Kulturdenkmäler in Schwanheim (Pfalz)
In der Liste der Kulturdenkmäler in Schwanheim sind alle Kulturdenkmäler der rheinland-pfälzischen Ortsgemeinde Schwanheim aufgeführt. Grundlage ist die Denkmalliste des Landes Rheinland-Pfalz (Stand: 14. Dezember 2023).

## Einzeldenkmäler
| Bezeichnung                          | Lage                                                  | Baujahr                | Beschreibung | Bild                           |
| ------------------------------------ | ----------------------------------------------------- | ---------------------- | --- | ------------------------------ |
| Kreuzigungsgruppe                    | Hauptstraße Lage                                      | 1806                   | Kreuzigungsgruppe, bezeichnet 1806                                                                                         | Fotos hochladen                |
| Wohnhaus                             | Hauptstraße 22 Lage                                   |                        | Krüppelwalmdachbau | Fotos hochladen                |
| Wohnhaus                             | Hauptstraße 24 Lage                                   | 1759                   | Fachwerkhaus, teilweise massiv, Krüppelwalmdach, bezeichnet 1759                                                           | Fotos hochladen                |
| Katholische Pfarrkirche St. Hubertus | Hubertusstraße 2 Lage                                 | 1753/54                | Saalbau, 1753/54, 1927–29 verlängert und Turm hinzugefügt, Architekt Albert Boßlet, Würzburg                               | weitere Bilder Fotos hochladen |
| Altarkreuz                           | Hubertusstraße, bei Nr. 2 Lage                        |                        | vor dem Chor: Altarkreuz auf barockem Unterbau                                                                             | Fotos hochladen                |
| Wohnhaus                             | Hubertusstraße 6 Lage                                 | 18. Jahrhundert        | eingeschossiges Fachwerkhaus, 18. Jahrhundert                                                                              | Fotos hochladen                |
| Wohnhaus                             | Im Gässel 4 Lage                                      | 18. Jahrhundert        | Fachwerkhaus, teilweise massiv, 18. Jahrhundert; Gesamtanlage mit Fachwerk-Stallscheune, teilweise massiv, bezeichnet 1733 | Fotos hochladen                |
| Wegekreuz                            | Ringstraße, bei Nr. 13 Lage                           | 1905                   | Wegekreuz, bezeichnet 1905                                                                                                 | Fotos hochladen                |
| Friedhofskreuz                       | Wasgaustraße, auf dem Friedhof Lage                   | spätes 19. Jahrhundert | Friedhofskreuz, Sandstein, spätes 19. Jahrhundert                                                                          | Fotos hochladen                |
| Quereinhaus                          | Wasgaustraße 31 Lage                                  | 1907                   | eingeschossiges Quereinhaus, Quadermauerwerk, bezeichnet 1907                                                              | Fotos hochladen                |
| Wegekreuz                            | nördlich des Ortes an der K 54; Flur Am Lochborn Lage | 1850                   | Wegekreuz, Rotsandstein, bezeichnet 1850                                                                                   | Fotos hochladen                |
| Wegekreuz                            | nordöstlich des Ortes an der L 490 Lage               | 1845                   | Wegekreuz, Sandstein, bezeichnet 1845                                                                                      | Fotos hochladen                |
| Wegekreuz                            | südlich des Ortes; Flur Auf dem Böhl Lage             | 1822                   | Schaftkreuz, bezeichnet 1822                                                                                               | Fotos hochladen                |